# Liste der Biografien/Chen
Liste der Biografien |
Portal Biografien |
Personensuche
# |
A |
B |
C |
D |
E |
F |
G |
H |
I |
J |
K |
L |
M |
N |
O |
P |
Q |
R |
S |
T |
U |
V |
W |
X |
Y |
Z |
?
 
Ca |
Cb |
Cc |
Ce |
Ch |
Ci |
Cj |
Ck |
Cl |
Cm |
Cn |
Co |
Cr |
Cs |
Ct |
Cu |
Cv |
Cw |
Cy |
Cz
 
Cha |
Chb |
Che |
Chh |
Chi |
Chk |
Chl |
Chm |
Chn |
Cho |
Chr |
Cht |
Chu |
Chv |
Chw |
Chy
 
Chea |
Cheb |
Chec |
Ched |
Chee |
Chef |
Cheg |
Cheh |
Chei |
Chej |
Chek |
Chel |
Chem |
Chen |
Cheo |
Chep |
Cheq |
Cher |
Ches |
Chet |
Cheu |
Chev |
Chew |
Chey |
Chez
Die Liste der Biografien führt alle Personen auf, die in der deutschsprachigen Wikipedia einen Artikel haben. Dieses ist eine Teilliste mit 517 Einträgen von Personen, deren Namen mit den Buchstaben „Chen“ beginnt.

## Chen
- Chen (* 1992), koreanischer PopsängerChen (* 1992)

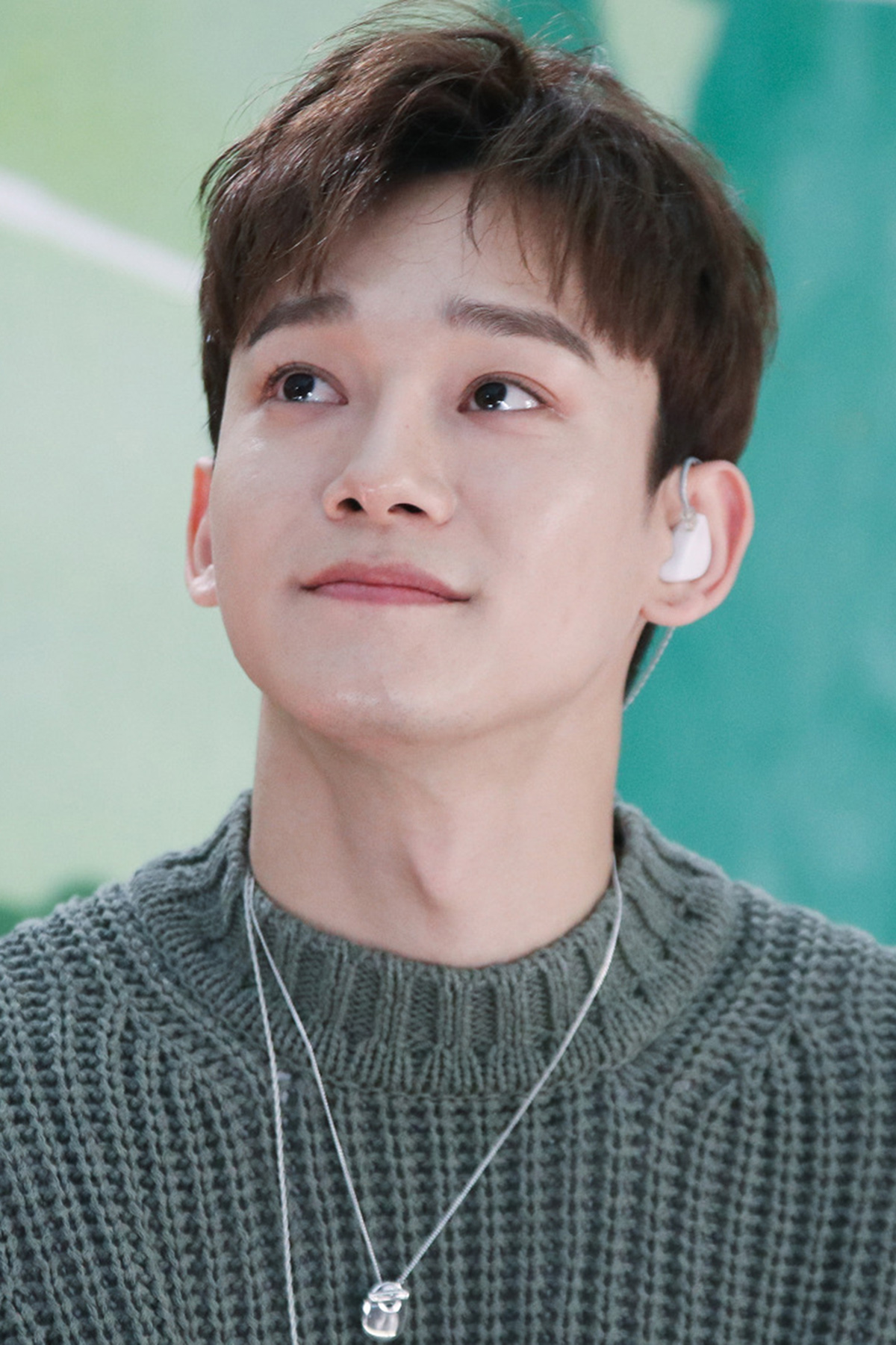
Chen (* 1992)

#### Chen C
- Chen Chen-hsiang (* 1942), taiwanischer Politiker und General

#### Chen F
- Chen Feilong (* 1982), chinesischer Snookerspieler

#### Chen G
- Chen Geng (1903–1961), chinesischer General und Politiker (KPCh)

#### Chen J
- Chen Jiakang (1913–1970), chinesischer Politiker und Diplomat
- Chen Jian (* 1942), chinesischer Politiker und Diplomat
- Chen Jiru (1558–1639), chinesischer Maler, Kalligraph, Schriftsteller und Dichter
- Chen Jitong (1851–1907), chinesischer Diplomat und Schriftsteller

#### Chen K
- Chen Kuan-ting (* 1999), taiwanischer Eishockeyspieler

#### Chen L
- Chen Li-chin (* 1976), taiwanische Badmintonspielerin
- Chen Lin, chinesischer Landschaftsmaler der Yuan-Dynastie

#### Chen N
- Chen Nien-chin (* 1997), taiwanische Boxerin

#### Chen P
- Chen Po-wei (* 1985), taiwanischer Politiker (Taiwanische Staatsbildungspartei)

#### Chen Q
- Chen Qiufa (* 1954), chinesischer Politiker (Volksrepublik China)
- Chen Qiufan (* 1981), chinesischer Science-Fiction-Autor, Kolumnist und Drehbuchautor

#### Chen R
- Chen Ran (* 1962), chinesische Schriftstellerin

#### Chen S
- Chen Shih-hsin (* 1978), taiwanische Taekwondoin
- Chen Shu-chih (* 1971), taiwanische Gewichtheberin
- Chen Szu-yuan (* 1981), taiwanischer Bogenschütze

#### Chen T
- Chen Tianhao, Thomas (* 1962), chinesischer Geistlicher, römisch-katholischer Bischof von Tsingtao

#### Chen W
- Chen Wei-ling (* 1982), taiwanische Gewichtheberin
- Chen Weixing (* 1972), österreichisch-chinesischer TischtennisspielerChen Weixing (* 1972)

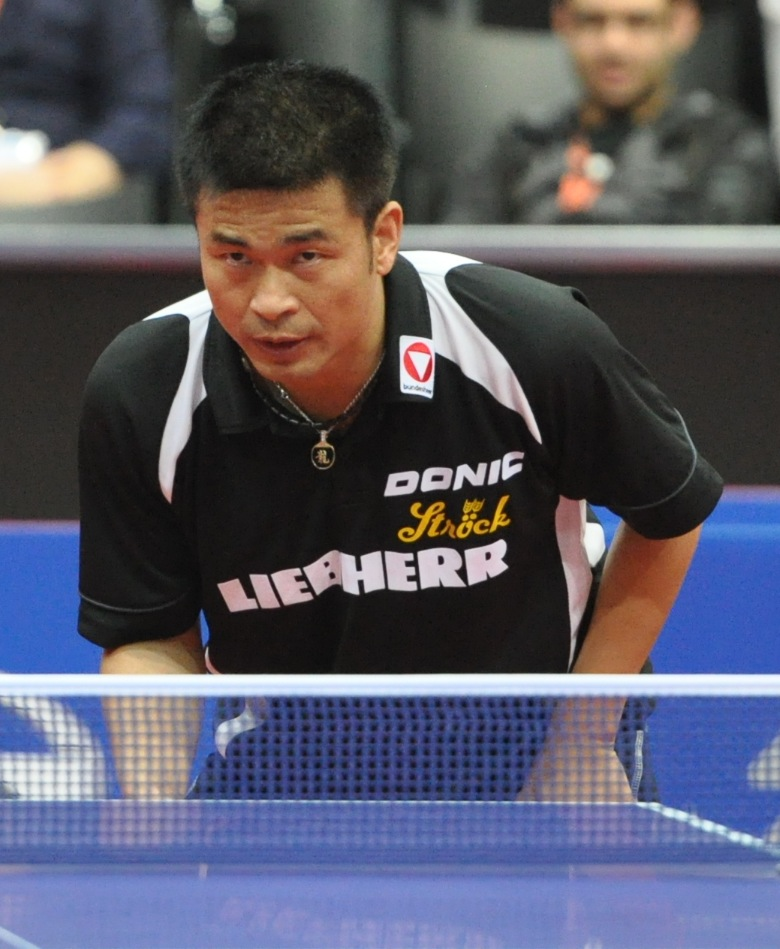
Chen Weixing (* 1972)

- Chen Wu, General der Wu-Dynastie

#### Chen X
- Chen Xia (* 1969), chinesische Fußballspielerin
- Chen Xiaomin (* 1977), chinesische Gewichtheberin
- Chen Xiexia (* 1983), chinesische Gewichtheberin
- Chen Xinren (1915–2005), chinesischer Politiker und Diplomat
- Chen Xinyi (* 1998), chinesische Schwimmerin

#### Chen Y
- Chen Yanqing (* 1979), chinesische Gewichtheberin
- Chen Yong Zhao, Ashton (* 1989), singapurischer Badmintonspieler
- Chen Yonggui (1913–1986), chinesischer Agrarpolitiker
- Chen Yueling (* 1968), chinesische Geherin und Olympiasiegerin
- Chen Yufeng (* 1970), chinesische Fußballspielerin
- Chen Yujiao (1544–1611), chuanqi- und zaju-Theaterdichter der späten Zeit der Ming-Dynastie
- Chen Yun (1905–1995), chinesischer Wirtschaftspolitiker
- Chen Yunxia (* 1995), chinesische Ruderin

#### Chen Z
- Chen Zhe (* 1993), chinesischer Snookerspieler
- Chen Zhu (* 1953), chinesischer Gesundheitsminister
- Chen Zifan (* 1995), chinesischer Snookerspieler
- Chen Zimeng (* 1997), chinesischer Eishockeyspieler
- Chen Zude (1944–2012), chinesischer Gospieler

### Chen, A – Chen, Z

#### Chen, A
- Chen, Aisen (* 1995), chinesischer Wasserspringer
- Chen, Alida (* 1996), niederländische Badmintonspielerin
- Chen, Anaïs (* 1980), Schweizer Barockgeigerin
- Chen, Anna (* 1981), lettische Opernsängerin (Lyrischer Sopran)
- Chen, Audrey (* 1976), amerikanische Improvisationsmusikerin (Cello, Stimme, Elektronik, Komposition)

#### Chen, B
- Chen, Baosheng (* 1956), chinesischer Politiker (Volksrepublik China)
- Chen, Bill (* 1970), US-amerikanischer Pokerspieler
- Chen, Bingde (* 1941), chinesischer Militärangehöriger, Generalstabschef der Volksrepublik China (seit 2007)
- Chen, Boda (1904–1989), chinesischer Politiker
- Chen, Boyang (* 2000), chinesischer Badmintonspieler
- Chen, Bubi (1938–2012), indonesischer Jazzmusiker

#### Chen, C
- Chen, Camille (* 1979), taiwanische Schauspielerin
- Chen, Changjie (* 1959), chinesischer Badmintonspieler
- Chen, Changxing (1771–1853), chinesischer Kampflehrer
- Chen, Changzhi (* 1945), chinesischer Hochschullehrer und Politiker in der Volksrepublik China
- Chen, Chao-Hsiu, chinesische Autorin
- Chen, Cheng (1365–1457), Diplomat der Ming-Dynastie
- Chen, Cheng (1897–1965), chinesischer Militär und Politiker, Vizepräsident der Republik China
- Chen, Cheng (* 1986), chinesischer Beachvolleyballspieler
- Chen, Chengpo (1895–1947), taiwanischer Maler
- Chen, Chi-mai (* 1964), taiwanischer Politiker
- Chen, Chia-hsun (* 1991), taiwanischer Sprinter
- Chen, Chieh (* 1992), taiwanischer Hürdenläufer
- Chen, Chien-An (* 1991), taiwanischer Tischtennisspieler
- Chen, Chien-jen (* 1951), taiwanischer Epidemiologe und Politiker
- Chen, Chien-ting (* 1987), taiwanischer Bahn- und Straßenradrennfahrer
- Chen, Chih-Yuan (* 1975), taiwanischer Autor und Kinderbuchillustrator
- Chen, Chu (* 1950), taiwanische Politikerin (Demokratische Fortschrittspartei DPP), Bürgermeisterin von Kaohsiung
- Chen, Chuangtian (1937–2018), chinesischer Materialwissenschaftler
- Chen, Chun (1483–1544), chinesischer Maler der Ming-Zeit
- Chen, Chung-jen, taiwanischer Badmintonspieler

#### Chen, D
- Chen, Danqing (* 1953), amerikanisch-chinesischer Maler
- Chen, Danyan (* 1958), chinesische Schriftstellerin
- Chen, Deng (170–209), Stratege der späten Han-Dynastie
- Chen, Dequan (* 1995), chinesischer Shorttracker
- Chen, Ding (* 1992), chinesischer Geher
- Chen, Ding-nan (1943–2006), taiwanischer Politiker
- Chen, Diogo (* 1996), portugiesischer Tischtennisspieler
- Chen, Dong (* 1978), chinesischer Raumfahrer
- Chen, Duxiu (1879–1942), Gründungsmitglied und erster Vorsitzender der Kommunistischen Partei ChinasChen Duxiu (1879–1942)

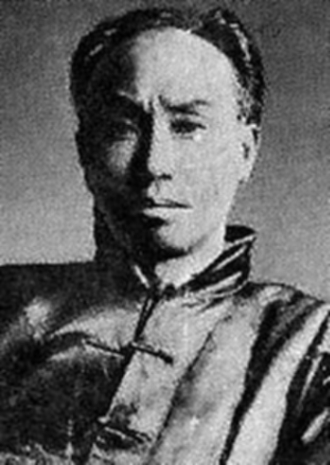
Chen Duxiu (1879–1942)

#### Chen, E
- Chen, Edison (* 1980), chinesisch-kanadischer Schauspieler und Sänger
- Chen, Edward (* 1996), taiwanischer Filmschauspieler

#### Chen, F
- Chen, Fake (1887–1957), chinesischer Kampfsportler, Meister des Chen-Stils der inneren Kampfkunst Taijiquan
- Chen, Fang (* 1993), chinesische Ruderin
- Chen, Fangyun (1916–2000), chinesischer Nachrichtentechniker, Vater des Beidou-Satellitennavigationssystems
- Chen, Fei (* 1990), chinesische Judoka
- Chen, Feifei (* 1997), chinesische Bahnradsportlerin
- Chen, Feng (* 1994), singapurischer Tischtennisspieler
- Chen, Francis F. (* 1929), US-amerikanischer Physiker
- Chen, Fu-pin (* 1984), taiwanischer Mittelstreckenläufer
- Chen, Fushou (1932–2020), chinesischer Badmintonspieler, -trainer und -funktionär

#### Chen, G
- Chen, Gang (* 1935), chinesischer Komponist
- Chen, Gang (* 1976), chinesischer Badmintonspieler
- Chen, Georgette (1906–1993), chinesische Malerin, später singapurische
- Chen, Gongbo (1892–1946), chinesischer PolitikerChen Gongbo (1892–1946)

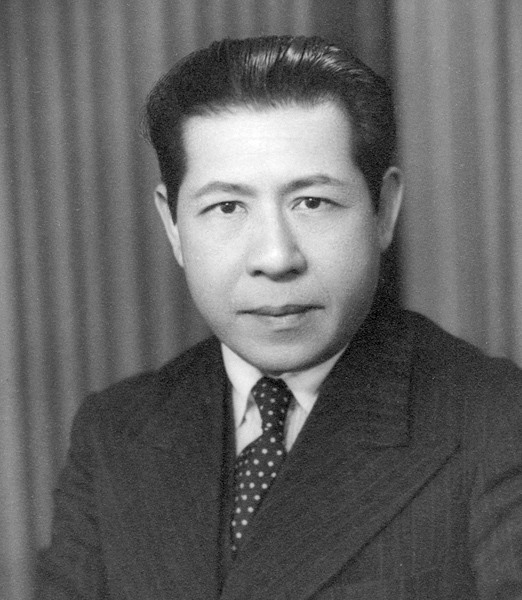
Chen Gongbo (1892–1946)

- Chen, Guanfeng (* 2000), chinesischer Sprinter
- Chen, Guang (* 1995), chinesischer Shorttracker
- Chen, Guangbiao (* 1968), chinesischer Unternehmer und Philanthrop
- Chen, Guangcheng (* 1971), chinesischer Dissident
- Chen, Gui-Qiang (* 1963), britisch-amerikanischer Mathematiker
- Chen, Guokai (1938–2014), chinesischer Schriftsteller

#### Chen, H
- Chen, Haibin (* 1986), chinesischer Biathlet und Skilangläufer
- Chen, Hao (* 1979), chinesische Schauspielerin und Model
- Chen, Heinz (* 1983), österreichisch-taiwanischer Pianist und Pädagoge
- Chen, Hong (* 1966), chinesische Schriftstellerin und Professorin für Publizistik
- Chen, Hong (* 1968), chinesische Schauspielerin und Filmproduzentin
- Chen, Hong (* 1979), chinesischer Badmintonspieler
- Chen, Hongshou (1598–1652), chinesischer Maler und Illustrator gegen Ende der Ming-Zeit
- Chen, Hongyong (* 1966), chinesischer Badmintonspieler
- Chen, Hsiao-huan (* 1987), taiwanische Badmintonspielerin
- Chen, Hsiao-li (* 1971), taiwanische Badmintonspielerin
- Chen, Hsiu-lin (* 1973), taiwanische Fußballspielerin
- Chen, Hualan (* 1969), chinesische Virologin
- Chen, Huan (1786–1863), chinesischer Philologe
- Chen, Huanyou (* 1934), chinesischer Politiker (Volksrepublik China)
- Chen, Hung-Lieh (1943–2009), chinesischer Schauspieler
- Chen, Hung-ling (* 1986), taiwanischer Badmintonspieler (Republik China)

#### Chen, I
- Chen, Ing-Hau (* 1975), taiwanischer Informatiker, Autor des CIH-Virus

#### Chen, J
- Chen, Jade Y. (* 1957), taiwanische Autorin
- Chen, James (* 1983), taiwanischer Pokerspieler
- Chen, Jasmine (* 1989), taiwanische Springreiterin
- Chen, Jenova (* 1981), chinesischer Game Designer
- Chen, Jerome (1919–2019), chinesisch-kanadischer Historiker
- Chen, Jiahui (* 1995), chinesische Tennisspielerin
- Chen, Jiamin (* 1996), chinesische Hürdenläuferin
- Chen, Jian-rong (* 2003), taiwanischer Hürdenläufer
- Chen, Jianghong (* 1963), chinesischer Illustrator und KinderbuchautorChen Jianghong (* 1963)

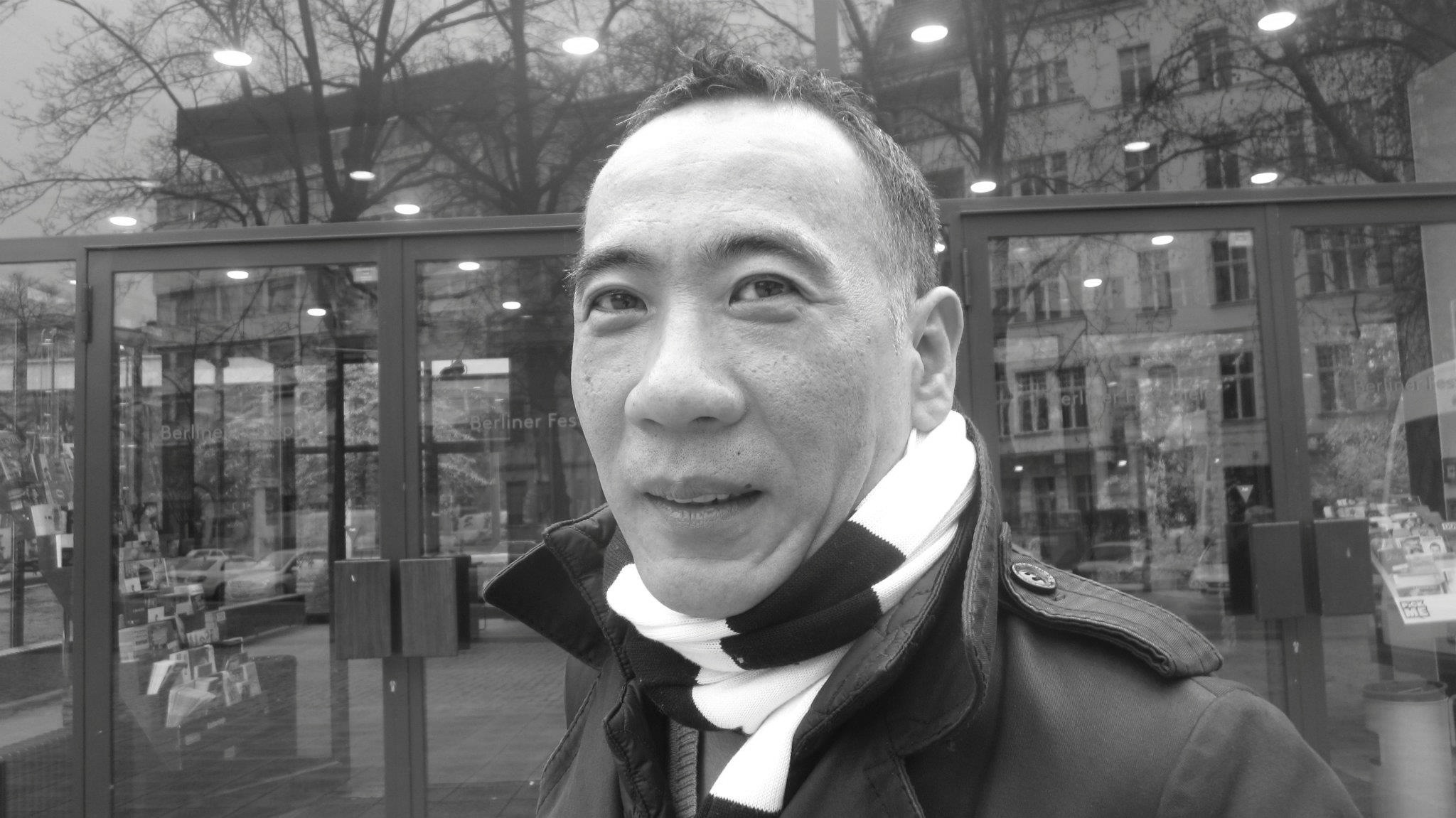
Chen Jianghong (* 1963)

- Chen, Jianguo (* 1945), chinesischer Politiker
- Chen, Jianqiang (* 1957), chinesischer Eisschnellläufer
- Chen, Jiapeng (* 2002), chinesischer Sprinter
- Chen, Jiaquan (1938–2004), chinesischer Sprinter
- Chen, Jiayuan (* 1991), singapurische Badmintonspielerin
- Chen, Jicheng (* 1896), chinesischer Politiker und Diplomat, Botschafter im Kaiserreich Manshū
- Chen, Jie (1885–1951), chinesischer Politiker und Diplomat
- Chen, Jie (* 1998), chinesische Dreispringerin
- Chen, Jim (* 1966), US-amerikanischer Rechtswissenschaftler
- Chen, Jin (1907–1998), taiwanische Malerin
- Chen, Jin (* 1986), chinesischer Badmintonspieler
- Chen, Jinfeng (* 2004), chinesischer Sprinter
- Chen, Jing (* 1968), chinesische Tischtennisspielerin
- Chen, Jing (* 1975), chinesische Volleyballspielerin
- Chen, Jingkai (1935–2010), chinesischer Gewichtheber
- Chen, Jingrun (1933–1996), chinesischer Mathematiker
- Chen, Jingwen (* 1990), chinesische Leichtathletin
- Chen, Jingyuan († 1094), chinesischer Daoist und Gelehrter aus der Zeit der Nördlichen Song-Dynastie
- Chen, Jining (* 1964), chinesischer Umweltwissenschaftler, Umweltminister der Volksrepublik China, amtierender Bürgermeister von Peking
- Chen, Jiongming (1878–1933), chinesischer Militärführer und Politiker
- Chen, Joan (* 1961), chinesisch-US-amerikanische Schauspielerin und RegisseurinJoan Chen (* 1961)

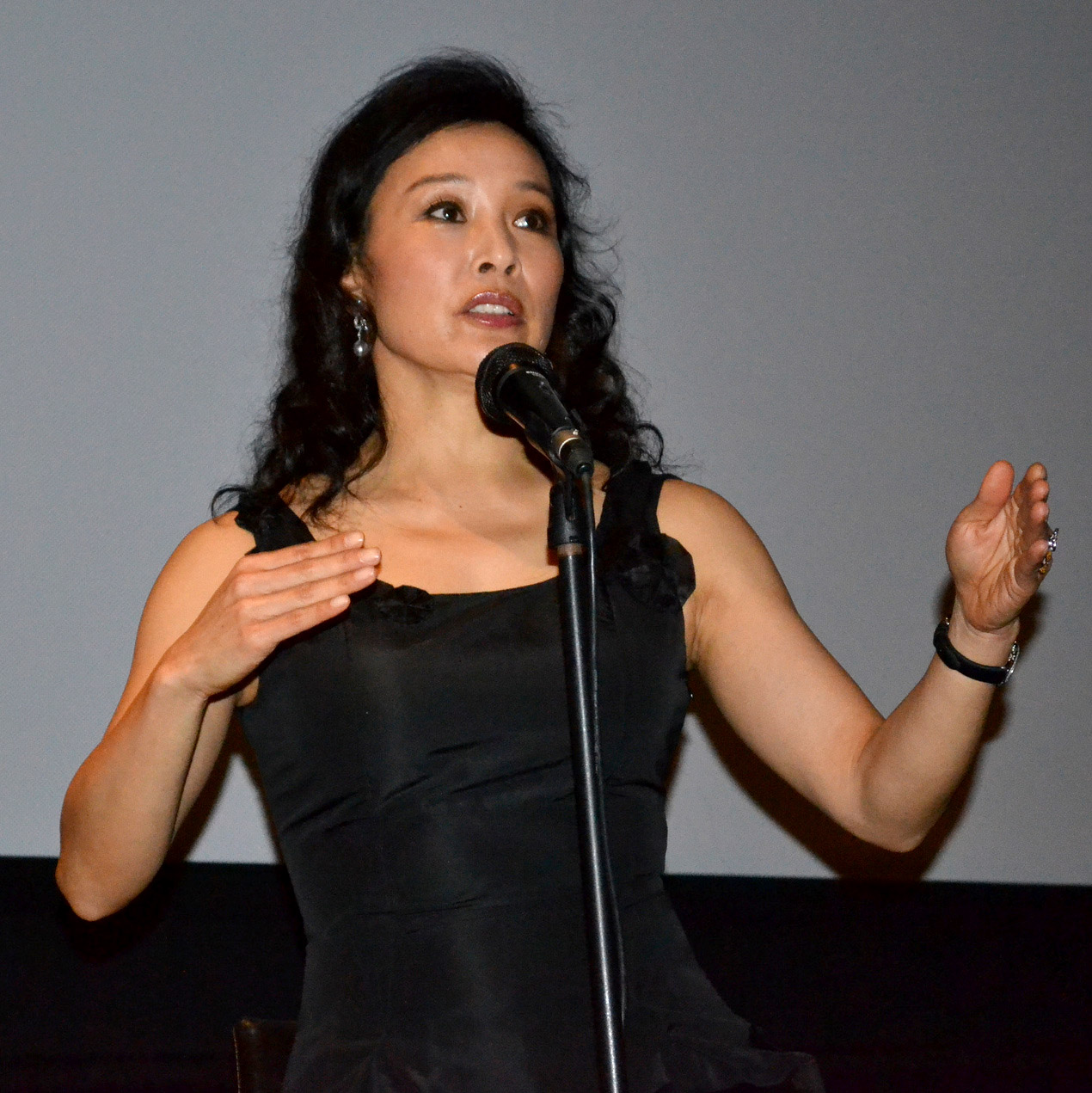
Joan Chen (* 1961)

- Chen, John Shizhong (1916–2012), chinesischer Geistlicher, römisch-katholischer Bischof von Yibin
- Chen, Joyce (1917–1994), chinesische Köchin, Gastronomin, Autorin, Fernsehköchin und Unternehmerin
- Chen, Jue (* 1988), chinesische Leichtathletin
- Chen, Jui-Lien (* 1971), taiwanische Gewichtheberin
- Chen, Jun, US-amerikanische Astronomin
- Chen, Jun-San (* 1963), taiwanischer Rennstallbesitzer Autorennfahrer
- Chen, Junyi (* 1981), chinesischer Baseballspieler

#### Chen, K
- Chen, Kaige (* 1952), chinesischer Regisseur und Autor
- Chen, Kang (* 1965), chinesischer Badmintonspieler
- Chen, Karen (* 1999), US-amerikanische Eiskunstläuferin
- Chen, Ke (* 1997), chinesische Tischtennisspielerin
- Chen, Kelly (* 1973), chinesische Sängerin (Cantopop) und Schauspielerin
- Chen, Keng-hsien (* 1978), taiwanischer Bahn- und Straßenradrennfahrer
- Chen, Kevin Nai Chia (* 1979), taiwanisch-US-amerikanischer Rennfahrer
- Chen, Kuei Ya (* 1990), US-amerikanische Badmintonspielerin
- Chen, Kuei-ru (* 1993), taiwanischer Hürdenläufer
- Chen, Kuiyuan (* 1942), chinesischer Politiker
- Chen, Kun (* 1976), chinesischer Sänger und Schauspieler
- Chen, Kun (* 1980), chinesischer Baseballspieler
- Chen, Kuo-Tsai (1923–1987), chinesisch-US-amerikanischer Mathematiker

#### Chen, L
- Chen, Lanting (* 1986), chinesische Badmintonspielerin
- Chen, Lee, sinoamerikanische Schauspielerin
- Chen, Lei (* 1984), chinesischer Eishockeyspieler
- Chen, Li (1810–1882), chinesischer Linguist und konfuzianischer Gelehrter der Qing-Dynastie
- Chen, Li (* 1973), chinesische Mathematikerin
- Chen, Li (* 1985), chinesische Badmintonspielerin
- Chen, Li-ju (* 1981), taiwanische Bogenschützin
- Chen, Li-Ling (* 1971), chinesische Tennisspielerin
- Chen, Liangyu (* 1946), chinesischer Politiker
- Chen, Lieping (* 1957), chinesisch-amerikanischer Immunologe und Krebsforscher
- Chen, Lijun (* 1993), chinesischer Gewichtheber
- Chen, Lin (1970–2009), chinesische Sängerin
- Chen, Lin (* 1977), chinesische Badmintonspielerin
- Chen, Lin (* 1991), chinesische Leichtathletin
- Chen, Ling (* 1987), chinesische Bogenschützin
- Chen, Ling (* 1991), chinesischer Eishockeyspieler
- Chen, Liu (* 1946), US-amerikanischer Physiker
- Chen, Long (* 1989), chinesischer Badmintonspieler
- Chen, Longcan (* 1965), chinesischer Tischtennisspieler
- Chen, Lu (* 1976), taiwanischer Zauberkünstler
- Chen, Lu (* 1976), chinesische Eiskunstläuferin
- Chen, Luoke (* 1956), taiwanischer Künstler
- Chen, Luyun (1977–2015), chinesische Basketballspielerin und -trainerin
- Chen, Lynn (* 1976), US-amerikanische Schauspielerin und Musikerin

#### Chen, M
- Chen, Manlin (* 1942), chinesischer Gewichtheber
- Chen, Mark (* 1935), taiwanischer Politiker
- Chen, Meng (* 1994), chinesische TischtennisspielerinChen Meng (* 1994)

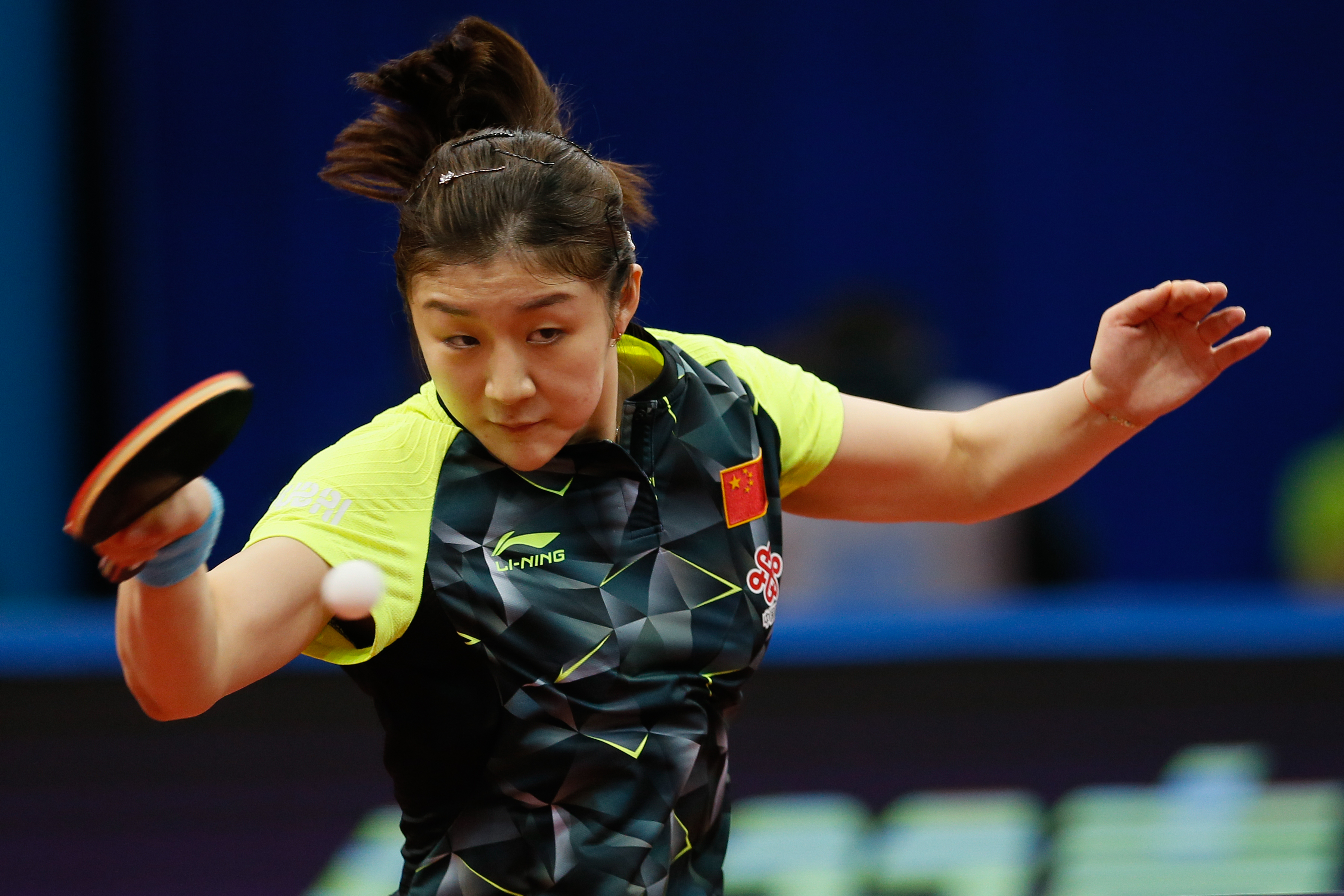
Chen Meng (* 1994)

- Chen, Mengyi (* 2003), chinesische Tennisspielerin
- Chen, Michael J., US-amerikanischer Schauspieler und Filmschaffender
- Chen, Min’er (* 1960), chinesischer Politiker in der Volksrepublik China
- Chen, Mingming (* 1950), chinesischer Diplomat
- Chen, Morris (* 1976), taiwanischer Autorennfahrer
- Chen, Muhua (1921–2011), chinesische Politikerin in der Volksrepublik China

#### Chen, N
- Chen, Nathan (* 1999), US-amerikanischer EiskunstläuferNathan Chen (* 1999)

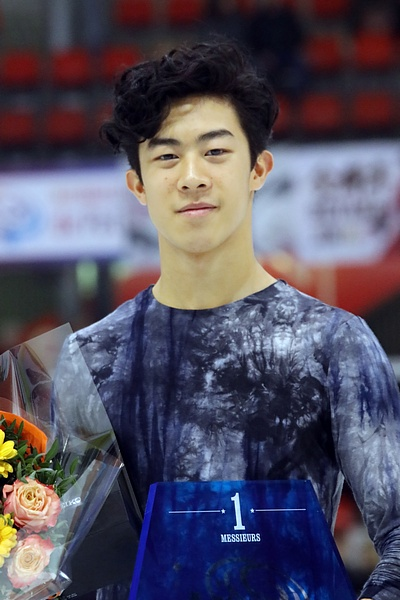
Nathan Chen (* 1999)

- Chen, Ning-chi (1940–2025), chinesischer Dirigent und Komponist
- Chen, Ningbiao († 2007), chinesischer Bürgerrechtler

#### Chen, P
- Chen, Paloma (* 1997), spanisch-chinesische Dichterin und Journalistin
- Chen, Pei Shen (1917–2011), chinesisch-schweizerischer Zoologe
- Chen, Pei-hsuan (* 2000), taiwanische Tennisspielerin
- Chen, Peina (* 1989), chinesische Windsurferin
- Chen, Peixun (1921–2007), chinesischer Komponist
- Chen, Pete (* 1988), taiwanischer Pokerspieler
- Chen, Peter, US-amerikanischer Schauspieler, Drehbuchautor, Filmproduzent, Filmregisseur, Komiker und Synchronsprecher
- Chen, Peter (* 1947), taiwanischer Informatiker
- Chen, Peter (* 1960), amerikanischer Chemiker und Hochschullehrer (physikalisch-organische Chemie)
- Chen, Peter Bolu (1913–2009), chinesischer Geistlicher, Bischof von Handan
- Chen, Pi-hsien (* 1950), chinesische Pianistin
- Chen, Pokong (* 1963), chinesischer Autor und Bürgerrechtler

#### Chen, Q
- Chen, Qi (* 1982), chinesischer Speerwerfer
- Chen, Qi (* 1984), chinesischer Tischtennisspieler
- Chen, Qian (* 1987), chinesische Pentathletin
- Chen, Qiang (* 1990), chinesischer Sprinter
- Chen, Qiaoling (* 1999), chinesische Stabhochspringerin
- Chen, Qiaozhu (* 1999), chinesische Fußballspielerin
- Chen, Qigang (* 1951), französischer Komponist chinesischer Herkunft
- Chen, Qimei (1878–1916), chinesischer Revolutionär
- Chen, Qingchen (* 1997), chinesische Badmintonspielerin
- Chen, Qingying (1941–2022), chinesischer Tibetologe
- Chen, Qiqiu (* 1978), chinesischer Badmintonspieler
- Chen, Qiushi (* 1985), chinesischer Anwalt und Bürgerjournalist
- Chen, Quanguo (* 1955), chinesischer Politiker

#### Chen, R
- Chen, Ray (* 1989), australisch-taiwanischer ViolinistRay Chen (* 1989)

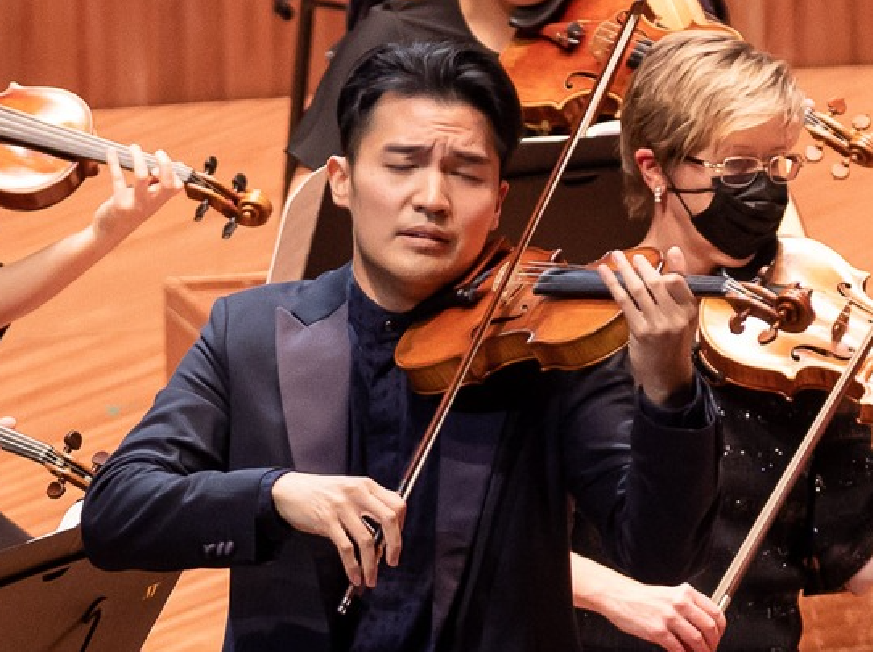
Ray Chen (* 1989)

- Chen, Roberto (* 1994), panamaischer Fußballspieler
- Chen, Rong (* 1988), chinesische Langstreckenläuferin
- Chen, Ruizhen (* 1960), chinesische Badmintonspielerin
- Chen, Run’er (* 1957), chinesischer Politiker
- Chen, Ruolin (* 1992), chinesische Wasserspringerin
- Chen, Ruoxi (* 1938), taiwanische Autorin

#### Chen, S
- Chen, Sean (* 1949), taiwanischer Politiker
- Chen, Shanguang (* 1962), chinesischer Raumfahrtingenieur, Stellvertretender Technischer Direktor des bemannten Raumfahrtprogramms der Volksrepublik China
- Chen, Shih-Hung (* 1976), taiwanischer Schriftsteller, Schauspieler und Journalist
- Chen, Shou (233–297), Historiker der Jin-Dynastie
- Chen, Shu (* 1957), chinesischer Tennis-Schiedsrichter und Sportfunktionär
- Chen, Shu-chin (* 1974), taiwanische Fußballspielerin
- Chen, Shu-chu, taiwanische Philanthropin
- Chen, Shu-chuan (* 1978), taiwanische Sprinterin
- Chen, Shu-fen (* 2002), taiwanische Handball- und Beachhandballspielerin
- Chen, Shuhua (* 1958), chinesische Eisschnellläuferin
- Chen, Shui-bian (* 1950), taiwanischer Politiker und Präsident
- Chen, Shuiqing (* 2000), chinesische Weitspringerin
- Chen, Shunli (1917–2003), chinesischer Politiker, Wirtschaftswissenschaftler und Hochschullehrer (Volksrepublik China)
- Chen, Shwu-ju (* 1971), taiwanische Fußballspielerin
- Chen, Siming (* 1993), chinesische Poolbillardspielerin
- Chen, Steve (* 1978), taiwan-chinesischer Unternehmer (Mitbegründer von YouTube)Steve Chen (* 1978)

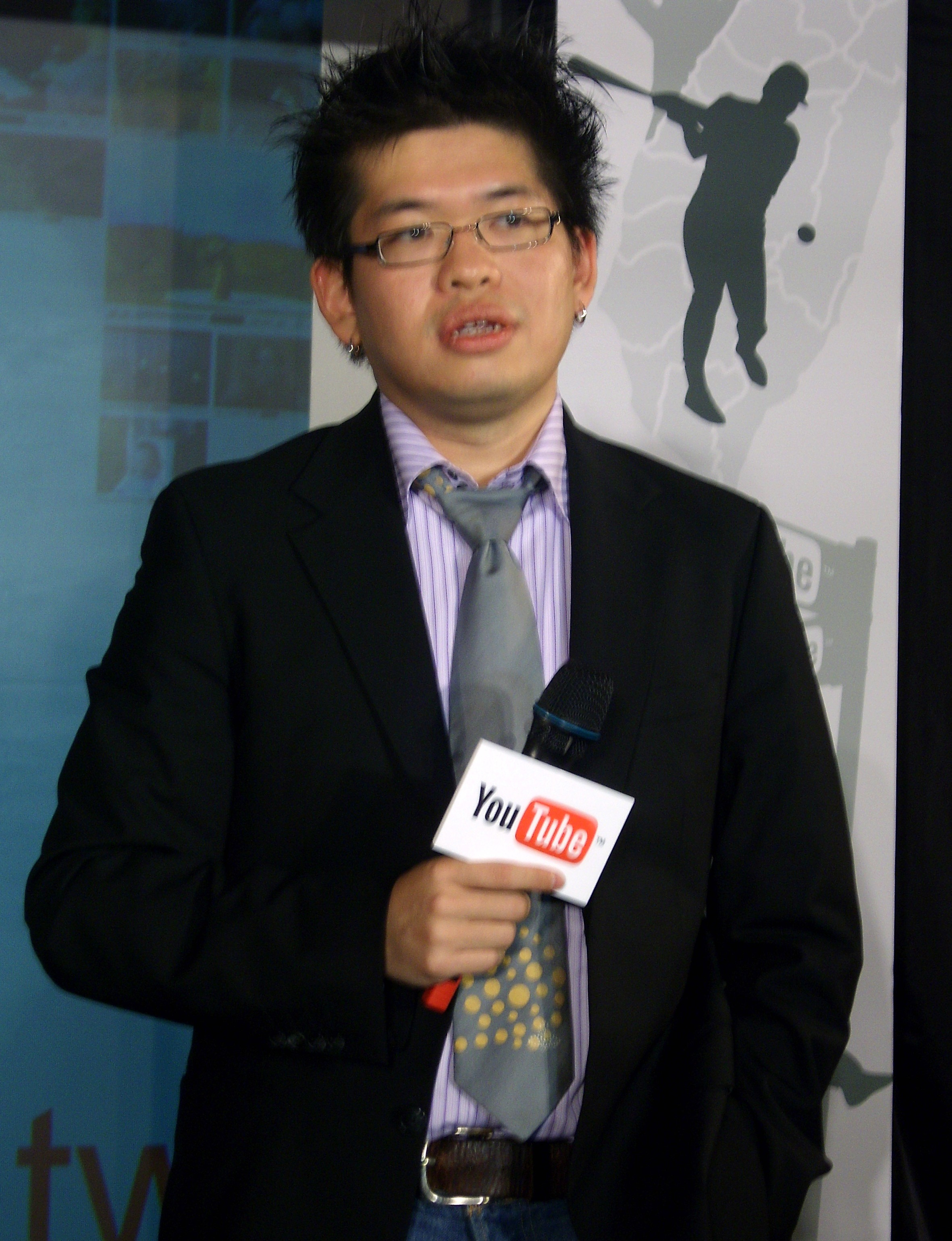
Steve Chen (* 1978)

- Chen, Szu-yu (* 1993), taiwanische Tischtennisspielerin
- Chen, Szu-yu (* 1994), taiwanische Badmintonspielerin

#### Chen, T
- Chen, Tang Jie (* 1998), malaysischer Badmintonspieler
- Chen, Tania, britische Pianistin
- Chen, Tao, chinesischer Dichter der Tang-Dynastie
- Chen, Terry (* 1975), kanadischer Schauspieler
- Chen, Thomas J. C. (* 1955), chinesischer Diplomat
- Chen, Ti (* 1983), taiwanischer Tennisspieler
- Chen, Tianshi (* 1985), chinesischer KI-Foscher und Unternehmer
- Chen, Tianxiang (* 1944), chinesischer Badmintonspieler
- Chen, Tina (* 1943), US-amerikanische Schauspielerin chinesischer Herkunft
- Chen, Ting (* 1997), chinesische Dreispringerin
- Chen, Tsai-chuan (* 2001), taiwanische Siebenkämpferin

#### Chen, U
- Chen, Uen (1958–2017), taiwanischer Comic-Künstler

#### Chen, W
- Chen, Wan-mei (* 1998), taiwanische Sprinterin
- Chen, Wangting (1597–1664), chinesischer General, Begründer des Chen-Stils der inneren Kampfkunst Taijiquan
- Chen, Wei (* 1969), chinesischer Dissident
- Chen, Wei (* 1977), chinesischer Badmintonspieler
- Chen, Weiqiang (* 1958), chinesischer Gewichtheber und Olympiasieger
- Chen, Wen Ling (* 1969), chinesischer Bildhauer
- Chen, Wendy (* 1993), australische Badmintonspielerin
- Chen, Wenqing (* 1960), chinesischer Politiker (Volksrepublik China)
- Chen, William C. C. (* 1933), chinesischer Taijiquan-Kampfkunstmeister
- Chen, Wu (* 1954), chinesischer Politiker

#### Chen, X
- Chen, Xi (* 1953), chinesischer Politiker in der Volksrepublik China
- Chen, Xi, chinesisch-US-amerikanischer Informatiker
- Chen, Xiaodong (* 1997), chinesischer Kugelstoßer
- Chen, Xiaojia (* 1991), chinesische Badmintonspielerin
- Chen, Xiaojun (* 1992), chinesische Synchronschwimmerin
- Chen, Xiaowang (* 1946), chinesischer Hauptvertreter des Chen-Stils der inneren Kampfkunst Taijiquan
- Chen, Xiaoyong (* 1955), chinesischer Komponist
- Chen, Xie, chinesische Physikerin
- Chen, Xilian († 1999), chinesischer General und Minister
- Chen, Xilu (1928–2008), römisch-katholischer Bischof von Hengshui
- Chen, Xingdong (* 1970), chinesischer Badmintonspieler
- Chen, Xingtong (* 1997), chinesische Tischtennisspielerin
- Chen, Xinhua (* 1960), chinesisch-englischer Tischtennisspieler
- Chen, Xitong (1930–2013), chinesischer Politiker
- Chen, Xiuxiong, chinesisch-US-amerikanischer Mathematiker
- Chen, Xu (* 1962), chinesischer Diplomat
- Chen, Xujing (1903–1967), chinesischer Pädagoge und Politikwissenschaftler
- Chen, Xujun (* 2001), chinesischer Badmintonspieler

#### Chen, Y
- Chen, Yaling (* 1984), chinesische Weitspringerin
- Chen, Yan (1856–1937), chinesischer Gelehrter und Dichter
- Chen, Yan (* 1966), chinesisch-US-amerikanische Wirtschaftswissenschaftlerin und Hochschullehrerin
- Chen, Yang (* 1991), chinesische Diskuswerferin
- Chen, Yanmei (* 1987), chinesische Leichtathletin
- Chen, Yi (1883–1950), chinesischer Militär und Beamter
- Chen, Yi (1901–1972), chinesischer Armeeführer und Politiker
- Chen, Yi (* 1953), chinesische Komponistin zeitgenössischer Musik
- Chen, Yi (* 2004), chinesische Tischtennisspielerin
- Chen, Yi-tung (* 2003), taiwanischer Florettfechter
- Chen, Yibing (* 1984), chinesischer Kunstturner
- Chen, Ying (* 1971), chinesische Badmintonspielerin
- Chen, Ying (* 1977), chinesische Sportschützin
- Chen, Ying-chieh (* 1983), taiwanischer Poolbillardspieler
- Chen, Yiwen (* 1999), chinesische Wasserspringerin
- Chen, Yu (* 1962), chinesischer Kampfsportler, Meister des Chen-Stils des Tàijíquán
- Chen, Yu (* 1980), chinesischer Badmintonspieler
- Chen, Yuan (* 1945), chinesischer Manager
- Chen, Yuekun (* 1990), chinesischer Badmintonspieler
- Chen, Yufei (* 1998), chinesische Badmintonspielerin
- Chen, Yufeng (* 1963), chinesische Skilangläuferin
- Chen, Yujie (* 2008), chinesische Sprinterin
- Chen, Yun-Ming (* 1949), taiwanischer Skirennläufer
- Chen, Yuniang (* 1946), chinesische Badmintonspielerin und -trainerin
- Chen, Yuxi (* 2005), chinesische Wasserspringerin

#### Chen, Z
- Chen, Zaidao (1909–1993), chinesischer General, Politiker in der Volksrepublik China
- Chen, Zhaokui (1928–1981), chinesischer Kampfkünstler der Kampfkunst Taijiquan (Taichichuan)
- Chen, Zhen (1955–2000), chinesisch-französischer Bildhauer, Installationskünstler und Hochschullehrer
- Chen, Zhen (* 1963), chinesische Handballspielerin
- Chen, Zhenggao (1952–2024), chinesischer Politiker in der Volksrepublik China und Gouverneur von Liaoning
- Chen, Zhenglei (* 1949), chinesischer Kampfsportler
- Chen, Zhiben (* 1986), chinesischer Badmintonspieler
- Chen, Zhibin (* 1962), chinesisch-deutscher Tischtennisspieler und -trainer
- Chen, Zhijian (* 1966), chinesisch-US-amerikanischer Biochemiker
- Chen, Zhili (* 1942), chinesische Politikerin
- Chen, Zhipeng (* 1989), chinesischer Eishockeyspieler
- Chen, Zhong (* 1982), chinesische Taekwondoin
- Chen, Zhongping (* 2003), chinesischer Langstreckenläufer
- Chen, Zhuofu (* 1994), chinesischer Badmintonspieler
- Chen, Zihe (* 1968), chinesische Tischtennisspielerin

### Chena
- Chenal Minuzzo, Giuliana (1931–2020), italienische Skirennläuferin
- Chenal, Joël (* 1973), französischer SkirennläuferJoël Chenal (* 1973)

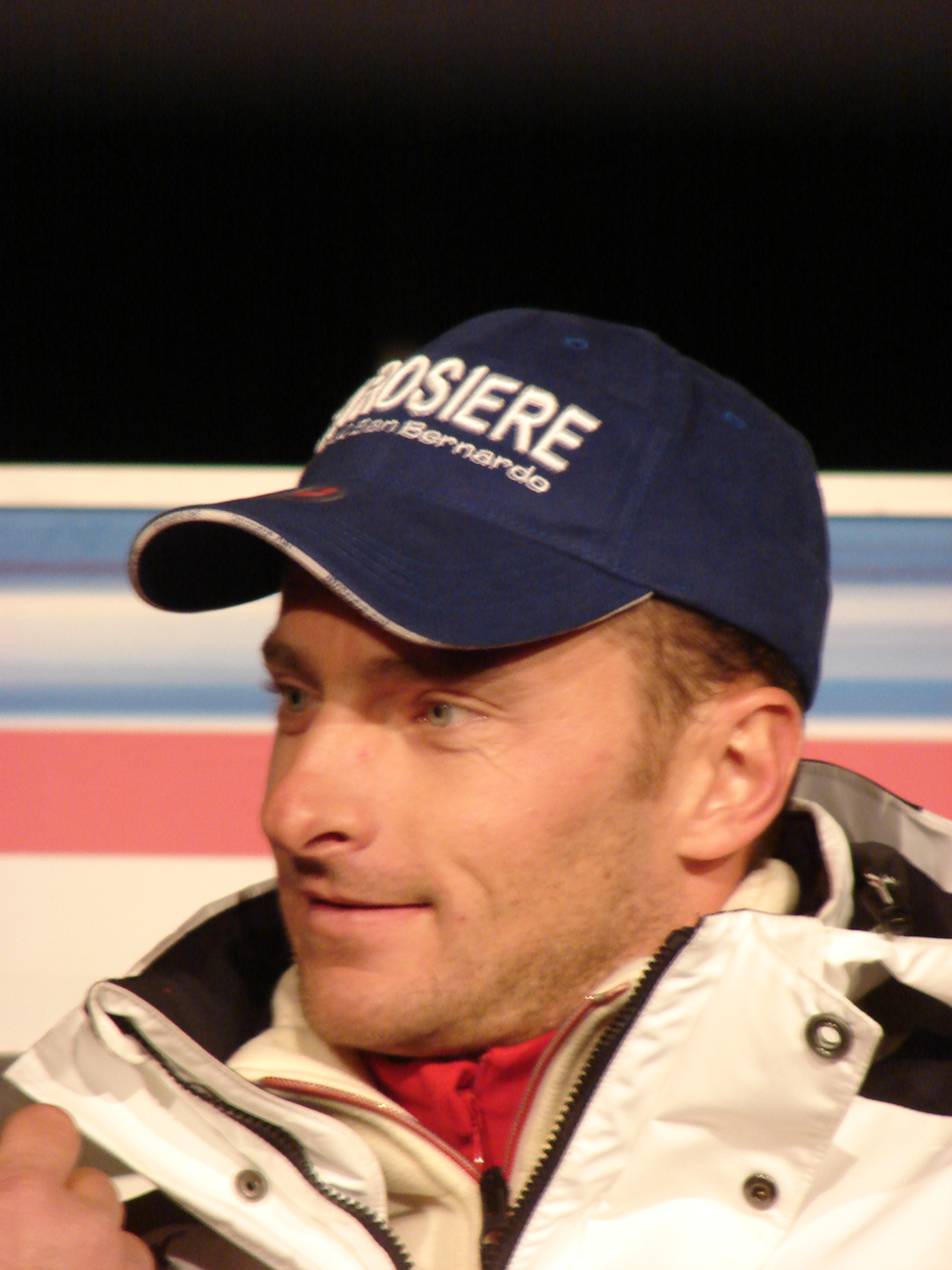
Joël Chenal (* 1973)

- Chenal, Leo (* 2000), US-amerikanischer American-Football-Spieler
- Chenal, Pierre (1904–1990), französischer Filmregisseur und Drehbuchautor
- Chenal, Thierry (* 1992), italienischer Biathlet
- Chenaparampil, Peter Michael (1929–2013), indischer Geistlicher und Bischof von Alleppey
- Chénard, Carol (* 1977), kanadische Fußballschiedsrichterin
- Chenard, Émile (1891–1982), französischer Rennfahrer
- Chenard, Louis (1887–1949), französischer Unternehmer und Rennfahrer
- Chenault, Chelsea (* 1994), US-amerikanische Schwimmerin
- Chenault, Kenneth (* 1951), US-amerikanischer Manager
- Chenaux-Repond, Dieter Eric (1934–2000), Schweizer Diplomat
- Chenavard, Paul (1807–1895), französischer Historienmaler

### Chenc
- Chenchanna, Dinesh Kumari (* 1970), indische Fernseh-Journalistin
- Chenciner, Alain (* 1943), französischer Mathematiker

### Chend
- Chender, Claudia (* 1976), kanadische Politikerin
- Chendi, Augusto (* 1958), italienischer Ordensgeistlicher
- Chendjer, altägyptischer König
- Chendo (* 1961), spanischer Fußballspieler
- Chenduriyang, Phra (1883–1968), thailändischer Komponist, Kapellmeister, Musiklehrer, -sammler und -arrangeur

### Chene
- Chené, Léon (1905–1992), französischer Radrennfahrer
- Chênedollé, Charles-Julien Lioult de (1769–1833), französischer Dichter
- Chenel Albadalejo, Antonio (1932–2011), spanischer Torero
- Che’Nelle (* 1983), malaysische Pop-Musikerin
- Chenery, Hollis B. (1918–1994), US-amerikanischer Ökonom
- Chenery, Thomas (1826–1884), englischer Orientalist
- Chenet, Georges (1881–1951), französischer Provinzialrömischer Archäologe
- Chenethapi, ägyptische Königin der 1. Dynastie
- Chenette, Justin (* 1991), US-amerikanischer Politiker
- Chênevert, Louis R. (* 1958), kanadischer Manager
- Chenevière, Adolphe (1855–1917), Schweizer Schriftsteller und Romanist
- Chenevière, Arthur (1822–1908), Schweizer Bankier und Politiker
- Chenevière, Bernard (* 1946), Schweizer Automobilrennfahrer
- Chenevière, Jacques (1886–1976), Schweizer Schriftsteller, Dichter und humanitärer Aktivist
- Chenevière, Jean-Jacques-Caton (1783–1871), Schweizer evangelischer Geistlicher und Hochschullehrer
- Cheney, Chris (* 1975), australischer Gitarrist und Frontmann der Rockband The Living End
- Cheney, Dick (* 1941), US-amerikanischer Politiker, Vizepräsident der Vereinigten StaatenDick Cheney (* 1941)

Dick Cheney (* 1941)

- Cheney, Dorothy (1916–2014), US-amerikanische Tennisspielerin
- Cheney, Dorothy L. (1950–2018), US-amerikanische Primatologin und Verhaltensbiologin
- Cheney, Frank (1860–1957), US-amerikanischer Seidenfabrikant
- Cheney, Grahame (* 1969), australischer Boxer
- Cheney, Kimberly B. (* 1935), US-amerikanischer Jurist
- Cheney, Liz (* 1966), US-amerikanische Politikerin
- Cheney, Lynne (* 1941), US-amerikanische Ehefrau des Vizepräsidenten der Vereinigten Staaten, Richard B. Cheney
- Cheney, Mary (* 1969), US-amerikanische Tochter von US-Vizepräsident Dick Cheney und seiner Ehefrau Lynne Cheney
- Cheney, Person Colby (1828–1901), US-amerikanischer Politiker
- Cheney, Yarrow (* 1966), US-amerikanischer Filmregisseur und Filmproduzent
- Cheney-Coker, Syl (* 1945), sierra-leonischer Schriftsteller

### Cheng
- Cheng († 1006 v. Chr.), zweiter chinesischer Herrscher der Zhou-Dynastie
- Cheng Guoping (* 1952), chinesischer Diplomat
- Cheng Heng (1916–1996), kambodschanischer Politiker und Staatsoberhaupt von Kambodscha (1970–1971)
- Cheng Hon Kwan (* 1927), chinesischer Politiker und Bauingenieur
- Cheng Jianping (* 1964), chinesische politische Dissidentin und Menschenrechtsaktivistin
- Cheng Jingye (* 1959), chinesischer Diplomat
- Cheng Pu, General der Wu-Dynastie
- Ch’eng Shih-kuang, Paul (1915–2012), taiwanischer Geistlicher (Taiwan), römisch-katholischer Bischof von Tainan, Taiwan
- Cheng Tang († 1742 v. Chr.), chinesischer König, Gründer der Shang-Dynastie
- Cheng Tianfang (1899–1967), chinesischer Politiker und Diplomat
- Cheng Tsai-fa, Joseph (1932–2022), taiwanischer Geistlicher und römisch-katholischer Erzbischof von Taipeh
- Cheng Wen-hsing (* 1982), taiwanische Badmintonspielerin (Republik China)
- Cheng Xiaoni (* 1983), chinesische Biathletin und Skilangläuferin
- Cheng Xunzhao (* 1991), chinesischer Judoka
- Cheng Yu-hsuan, taiwanischer Poolbillardspieler
- Cheng Yujie (* 2005), chinesische Schwimmerin
- Cheng, Anne (* 1955), französische Sinologin und Hochschullehrerin
- Cheng, Bugao († 1966), chinesischer Filmregisseur
- Cheng, Chao-tsun (* 1993), taiwanischer Speerwerfer
- Cheng, Chi (1970–2013), US-amerikanischer BassistChi Cheng (1970–2013)

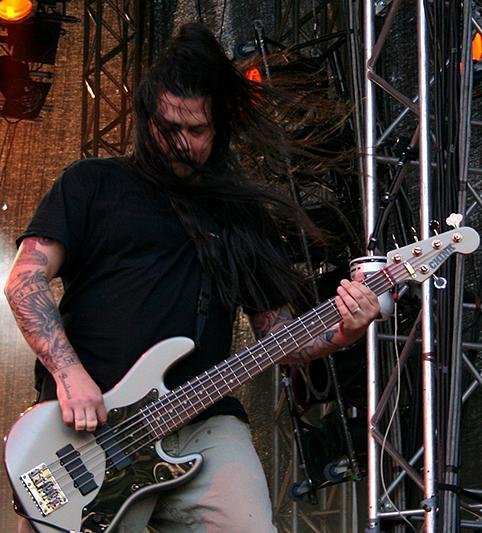
Chi Cheng (1970–2013)

- Cheng, Chi-ya (* 1992), taiwanische Badmintonspielerin
- Cheng, Chong (* 1992), chinesische Sprinterin
- Cheng, Chung Pan (* 1998), hongkong-chinesischer Eishockeyspieler
- Cheng, Congfu (* 1984), chinesischer Rennfahrer
- Cheng, David (* 1989), US-amerikanisch-hongkong-chinesischer Automobilrennfahrer
- Cheng, Dawei (1533–1606), chinesischer Mathematiker
- Cheng, Ekin (* 1967), chinesischer Schauspieler
- Cheng, Enfu (* 1950), chinesischer Wirtschaftswissenschaftler, Präsident der Akademie für Marxismus
- Cheng, Eugenia, britische Mathematikerin und Pianistin
- Cheng, Fangming (* 1994), chinesischer Biathlet
- Cheng, Fei (* 1988), chinesische Kunstturnerin
- Cheng, François (* 1929), chinesisch-französischer Schriftsteller, Dichter und KalligrafFrançois Cheng (* 1929)

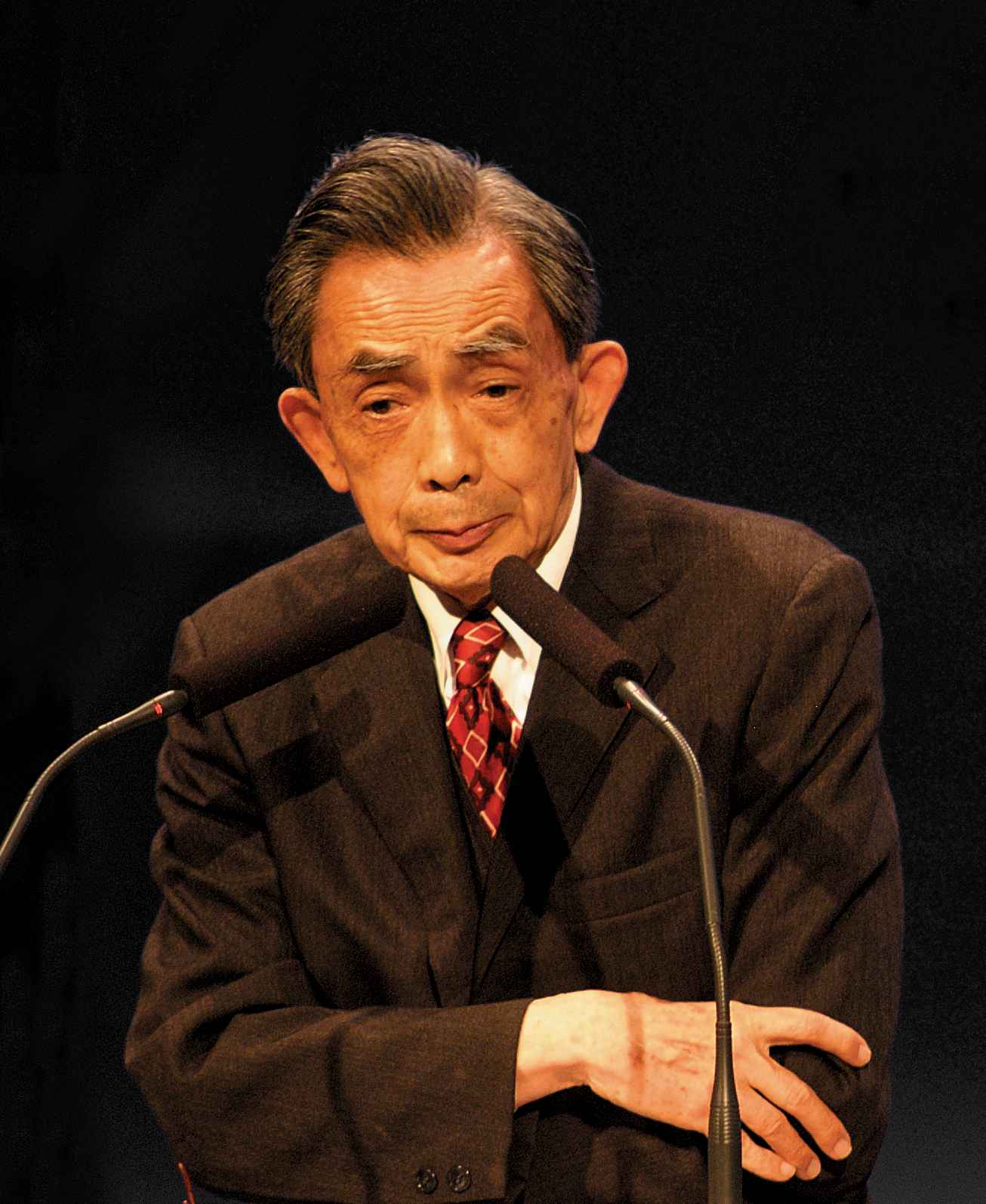
François Cheng (* 1929)

- Cheng, Fred (* 1983), chinesischer Sänger und Schauspieler in Hongkong
- Cheng, Hsiao-yun (* 1983), taiwanische Badmintonspielerin
- Cheng, Hsien-tzu (* 1993), taiwanische Tischtennisspielerin
- Cheng, I-Ching (* 1992), taiwanische Tischtennisspielerin
- Cheng, Jiao (* 1977), chinesische Badmintonspielerin
- Cheng, Jiaxin (* 1974), chinesische Cellistin
- Cheng, Jin († 342), Kaiser der Östlichen Jin-Dynastie (265–420)
- Cheng, Jingbo (* 1983), chinesische Schriftstellerin und Übersetzerin
- Cheng, Joseph Tien-Siang (1922–1990), römisch-katholischer Dominikanerbischof
- Cheng, Kaijia (1918–2018), chinesischer Physiker und Ingenieur; Entwickler der chinesischen Nuklear- und Atomwaffen
- Cheng, Kelly (* 1995), US-amerikanische Beachvolleyballspielerin
- Cheng, Kenneth (* 1988), chinesischer Springreiter (Hongkong)
- Cheng, Kent (* 1951), chinesischer Schauspieler
- Cheng, Kevin (* 1969), US-amerikanischer Schauspieler und Sänger
- Cheng, Lee Shin (1939–2019), malaysischer Unternehmer
- Cheng, Li-wun (* 1969), taiwanische Politikerin
- Cheng, Lisa (* 1962), Sprachwissenschaftlerin
- Cheng, Ming (* 1986), chinesische Bogenschützin
- Cheng, Nan-jung (1947–1989), taiwanischer Verleger und Bürgerrechtler
- Cheng, Nga-Ching (* 2000), chinesische Squashspielerin (Hongkong)
- Cheng, Nien (1915–2009), chinesisch-US-amerikanische Autorin
- Cheng, Pei-pei (1946–2024), chinesische SchauspielerinCheng Pei-pei (1946–2024)

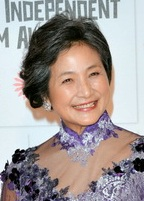
Cheng Pei-pei (1946–2024)

- Cheng, Po-yu (* 1997), taiwanischer Sprinter
- Cheng, Puay Koon (* 1973), singapurische Illustratorin
- Cheng, Rosie (* 1998), neuseeländische Tennisspielerin
- Cheng, Rui (* 1979), chinesischer Badmintonspieler
- Cheng, Shao-chieh (* 1986), taiwanische Badmintonspielerin (Republik China)
- Cheng, Shifa (1921–2007), chinesischer Maler, Zeichner und Kalligraf der Shanghaier Schule
- Cheng, Shiu-Yuen, chinesischer Mathematiker
- Cheng, Shu (* 1987), chinesische Badmintonspielerin
- Cheng, Shuang (* 1987), chinesische Freestyle-Skierin
- Cheng, Siwei (1935–2015), chinesischer Politiker in der Volksrepublik China
- Cheng, Stephanie (* 1989), neuseeländische Badmintonspielerin
- Cheng, Taining (* 1935), chinesischer Architekt
- Cheng, Tien-hsi (1884–1970), chinesischer Jurist, Politiker und Diplomat
- Cheng, Victoria (* 1993), neuseeländische Badmintonspielerin
- Cheng, Wen, Prinzessin der chinesischen Tang-DynastieWen Cheng

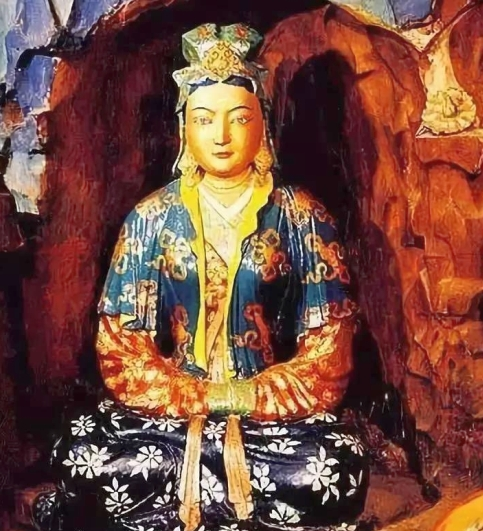
Wen Cheng

- Cheng, Wen (* 1992), chinesischer Hürdenläufer
- Cheng, Wing Kwong (1903–1967), chinesischer Taijiquan-Meister
- Cheng, Xiaolei (* 1981), chinesische Shorttrackerin
- Cheng, Xing (* 2002), chinesischer Badmintonspieler
- Cheng, Xuanying, daoistischer Mönch
- Cheng, Xue-Min, chinesische Medizinchemikerin, Autorin und Pharmamanagerin
- Cheng, Yen (* 1937), taiwanische Buddhistin
- Cheng, Yin Sat (* 1968), chinesische Badmintonspielerin (Hongkong)
- Cheng, Yonghua (* 1954), chinesischer Diplomat
- Cheng, Yu-tung (1925–2016), chinesischer Unternehmer
- Chenga Dragpa Chungne (1175–1255), tibetischer Lama der Drigung-Kagyü-Schule, Thronhalter von Densa Thil, Drigung-Kagyü-Linienhalter
- Chengappa, P. G. (1949–2014), indischer Badmintonspieler
- Chengawa Tshülthrim Bar (1038–1103), tibetischer Lehrer der Kadam-Tradition des tibetischen Buddhismus
- Chenghua (1447–1487), chinesischer Kaiser der Ming-Dynastie
- Chenglai, Arkhom (* 1970), thailändischer Boxer und Muay Thai Kämpfer
- Chengpeng, Li (* 1968), bedeutender Schriftsteller und Sozialkritiker in der Volksrepublik China
- Chengula, Evaristo Marc (1941–2018), tansanischer Ordensgeistlicher, Bischof von Mbeya

### Chenh
- Chenhall, John (1927–2011), englischer Fußballspieler

### Cheni
- Chenianchu, Beamter im Alten Ägypten zur Zeit der 5. Dynastie
- Chénier, André (1762–1794), französischer SchriftstellerAndré Chénier (1762–1794)

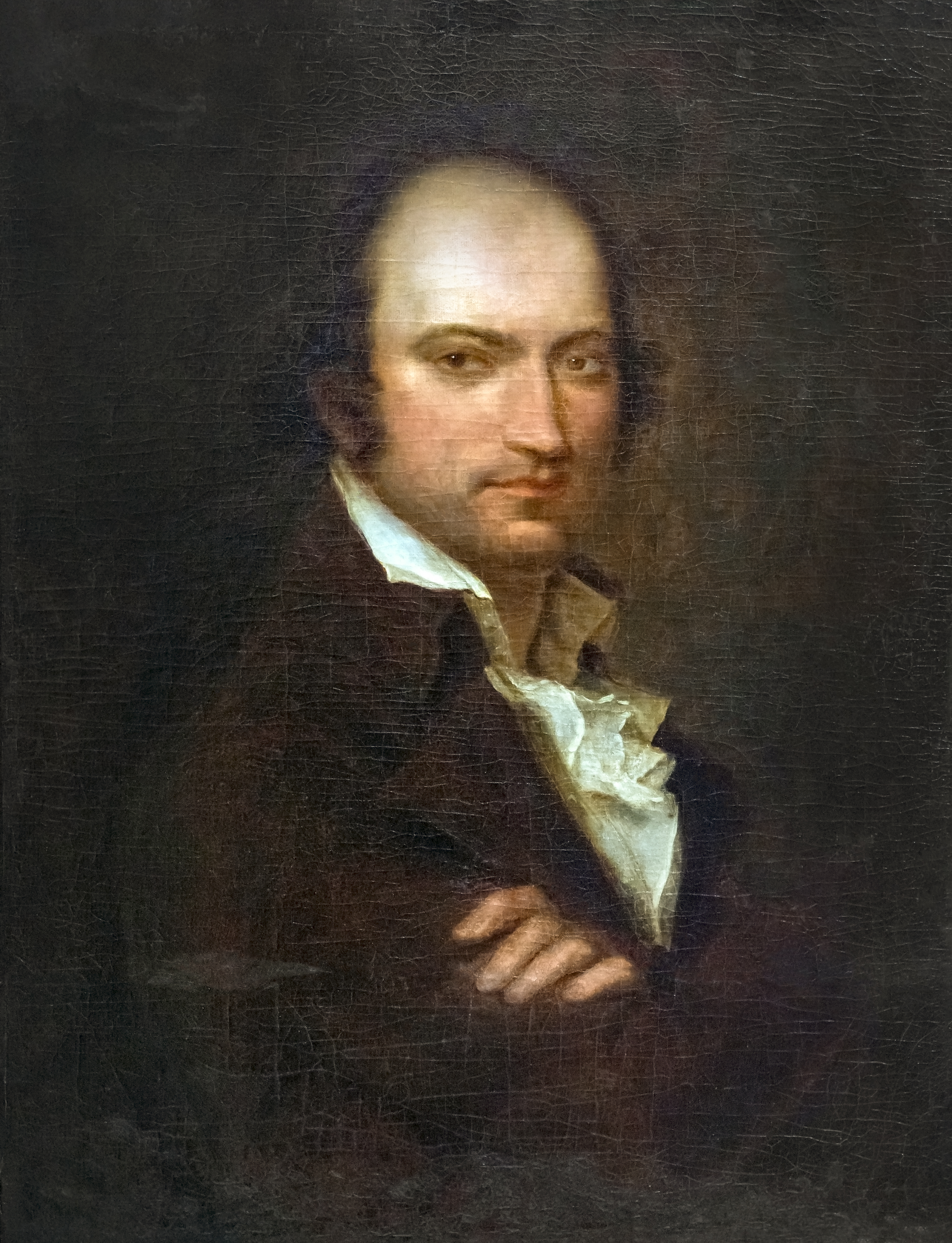
André Chénier (1762–1794)

- Chenier, C. J. (* 1957), US-amerikanischer Zydeco-Musiker
- Chenier, Clifton (1925–1987), US-amerikanischer Blues- und Zydeco-Musiker
- Chenier, George (1907–1970), kanadischer Snooker- und Poolbillardspieler
- Chénier, Marie-Joseph (1764–1811), französischer Dichter, Poet und Dramatiker
- Chenier, Roscoe (1941–2013), US-amerikanischer Blues- und R&B-Musiker
- Chenis, Carlo (1954–2010), italienischer Ordensgeistlicher, römisch-katholischer Bischof, Salesianer Don Boscos
- Chenitef, Heithem (* 2004), algerischer Mittelstreckenläufer

### Chenk
- Chenkam, Felix (* 1998), kamerunischer Fußballspieler
- Chenkel, Kryszijan (* 1995), belarussischer Eishockeyspieler
- Chenkin, Gennadi Markowitsch (1942–2016), russischer Mathematiker

### Chenm
- Chenmes, ägyptischer Wesir
- Chenmetneferhedjet, Königin der altägyptischen 12. Dynastie
- Chenmetneferhedjet I., Königin der 12. ägyptischen Dynastie

### Chenn
- Chennahi, Théo (* 2005), französisch-algerischer Fußballspieler
- Chennault, Anna (1923–2018), chinesisch-amerikanische Redakteurin und Autorin
- Chennault, Claire Lee (1890–1958), US-amerikanischer Pilot
- Chennoth, Joseph (1943–2020), indischer römisch-katholischer Erzbischof, Diplomat des Heiligen Stuhls
- Chennoufi, Ziyed (* 1988), deutsch-tunesischer Basketballspieler

### Cheno
- Chenoa (* 1975), argentinisch-spanische Sängerin
- Chenonge, Iness Chepkesis (* 1982), kenianische Langstreckenläuferin
- Chenot, Adam (1722–1789), Siebenbürger Arzt, Sanitätsphysikus und Protomedicus von Siebenbürgen
- Chenot, Bernard (1909–1995), französischer Politiker, Richter und Hochschullehrer
- Chenot, Jean-François (* 1969), belgischer Mediziner
- Chenouga, Chad (* 1962), französischer Filmschauspieler und -regisseur
- Chenoweth, Erica (* 1980), US-amerikanische Politikwissenschaftlerin und Professorin für öffentliche Ordnung an der Harvard Kennedy School und dem Radcliffe Institute for Advanced Study
- Chenoweth, John (1897–1986), US-amerikanischer Politiker
- Chenoweth, Kristin (* 1968), US-amerikanische Musicaldarstellerin und FilmschauspielerinKristin Chenoweth (* 1968)

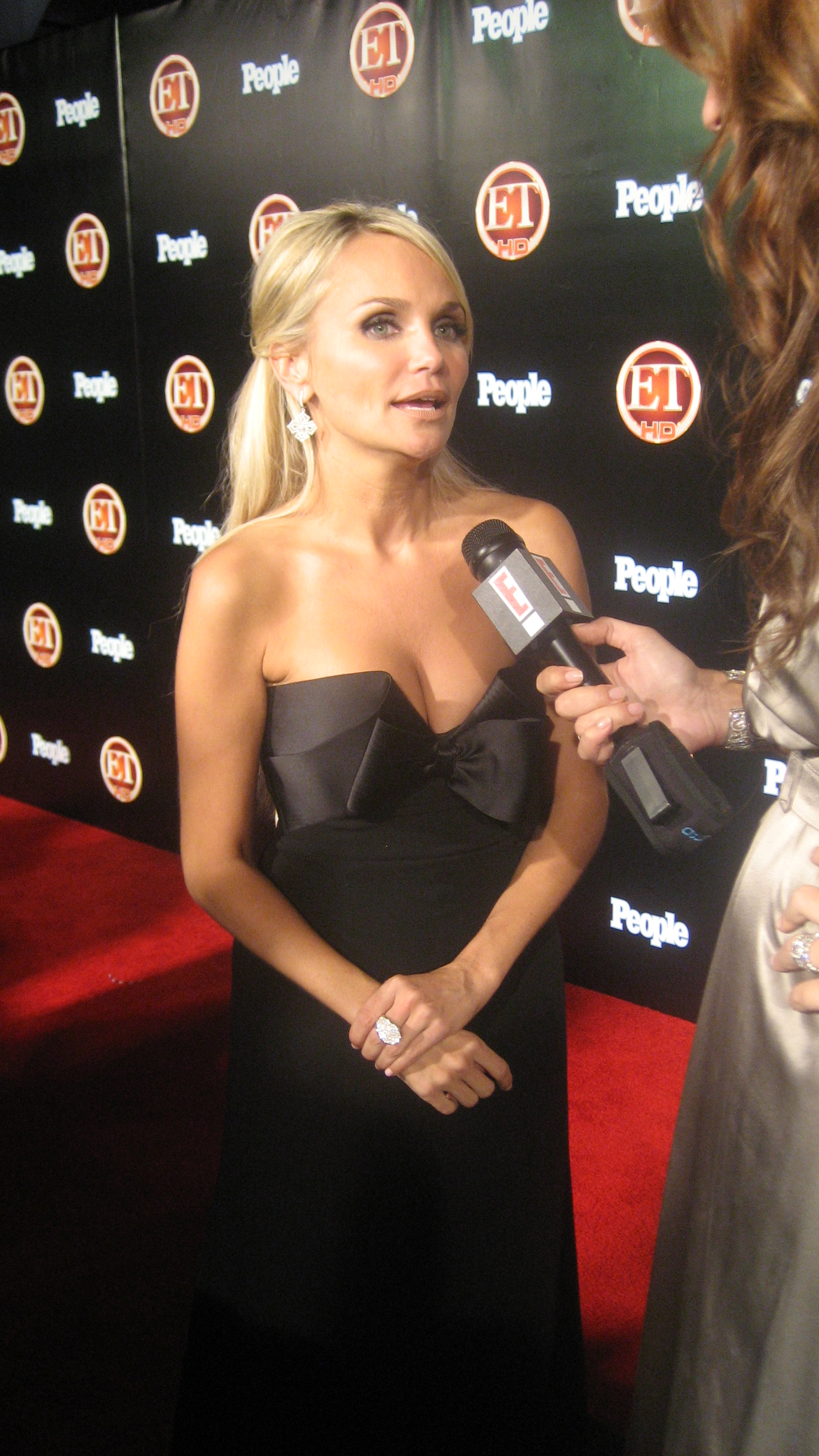
Kristin Chenoweth (* 1968)

- Chenoweth-Hage, Helen (1938–2006), US-amerikanische Politikerin

### Chenr
- Chenrop Samphaodi (* 1995), thailändischer Fußballspieler

### Chens
- Chensu, altägyptischer Umrisszeichner
- Chensuhetep, altägyptischer Goldschmied

### Chent
- Chentetenka, Königin der altägyptischen 4. Dynastie
- Chentkaus, Prinzessin der altägyptischen 5. Dynastie
- Chentkaus I., altägyptische Königin der 4. DynastieChentkaus I.

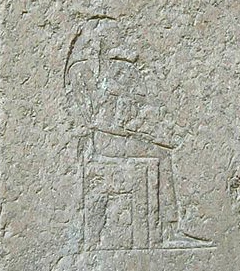
Chentkaus I.

- Chentkaus II., altägyptische Königin der 5. Dynastie
- Chentkaus III., altägyptische Königin der 5. Dynastie
- Chentow, Leonid Arkadjewitsch (1904–1990), sowjetischer Journalist und Schriftsteller
- Chentrens, Federico, italienischer Filmregisseur

### Chenu
- Chenu, altägyptischer Halskragenknüpfer
- Chenu, Vorsteher der Doppelscheune
- Chenu de Chalsac l’Aujardiere, Wilhelm (1672–1731), Abenteurer und preußischer Oberst
- Chenu, Jean-Charles (1808–1879), französischer Zoologe (Malakologe)
- Chenu, Marie-Dominique (1895–1990), französischer katholischer Theologe
- Chenut, Gemahlin des altägyptischen Königs Unas
- Chenuwa, nubische Königin